# Erdoğan (Bulancak)
Erdoğan ist ein Dorf in der Provinz Giresun im Bezirk Bulancak in der Türkei.

## Geschichte
Der alte Name des Dorfes Erdoğan war „Sasu“. Die Bewohner aus Erdoğan kommen ursprünglich aus den Çepni-Stämmen aus den umliegenden Bezirken.

## Geographie
Erdoğan ist 26 Kilometer von Giresun und 9 Kilometer von Bulancak entfernt. Das Dorf besteht aus mehreren Ortsteilen und es gibt dort viele Haselnussbäume.

## Klima
Das Klima des Dorfes liegt im Schwarzmeer-Klima.

## Wirtschaft
Die Haupteinnahmequellen bestehen aus dem Verkauf von Haselnüssen und Honig. Viele Einwohner von Erdoğan wanderten aufgrund unzureichender wirtschaftlicher Verhältnisse aus.

## Informationen zur Infrastruktur
Im Dorf gibt es eine Grundschule. Das Dorf hat ein Trinkwassernetz, aber kein Kanalisationsnetz. Es gibt kein Krankenhaus. Die Straße, die den Zugang zum Dorf ermöglicht, ist asphaltiert und das Dorf verfügt über Strom und Festnetztelefon.